# Megarcys irregularis
Megarcys irregularis is een steenvlieg uit de familie Perlodidae. De wetenschappelijke naam van de soort is voor het eerst geldig gepubliceerd in 1900 door Banks.